# Kjeragbolten
Kjeragbolten (literalmente en español Tornillo de Kjerag) es una roca que se encuentra en la montaña Kjerag en el municipio de Sandnes en el condado de Rogaland, Noruega. La roca es un till glacial de 5 metros cúbicos encajada en la grieta de la montaña mencionada. Es un destino turístico muy popular y es accesible sin necesidad de equipo de escalar. Sin embargo, se suspende encima de un abismo de 984 metros de profundidad. Es también un sitio popular para salto BASE. La roca se encuentra en el suroeste de la localidad de Lysebotn, justo al sur de Lysefjord.